# Détournement du vol El Al 426
 (avril 2020).
Si vous disposez d'ouvrages ou d'articles de référence ou si vous connaissez des sites web de qualité traitant du thème abordé ici, merci de compléter l'article en donnant les références utiles à sa vérifiabilité et en les liant à la section « Notes et références ».

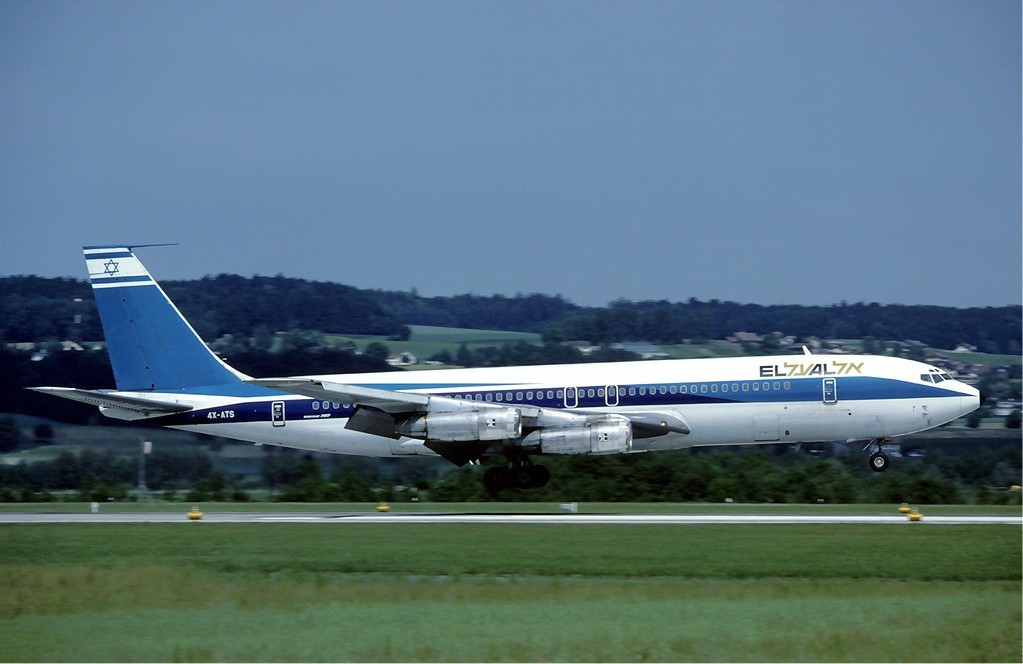
Avion impliqué (Boeing 707) à Zurich en 1982 (14 ans plus tard).

Le vol El Al 426 était un vol de passagers El Al détourné le 23 juillet 1968 par trois membres du Front populaire pour la libération de la Palestine, déclenchant une vague de détournements

## Histoire
L'avion, un Boeing 707, était en route de l'aéroport de Londres Heathrow à Leonardo da Vinci-Fiumicino de Rome, puis vers l'aéroport de Tel Aviv, désormais connu sous le nom d'Aéroport international Ben Gourion. L'avion a été dérouté vers Alger. 
Après le départ de l'avion de Rome, l'un des pirates de l'air a ouvert la porte non verrouillée du poste de pilotage, a matraqué le copilote avec la crosse de son pistolet et a ordonné de se rendre à Alger. Les deux autres pirates de l'air ont menacé les passagers de pistolets et de grenades à main. 
Lorsque l'avion a atterri à l'aéroport d'Alger, les autorités algériennes ont mis l'avion en fourrière. Le lendemain, ils ont envoyé tous les passagers non israéliens en France sur des avions Air Algérie Caravelle. Dix femmes et enfants ont été libérés au cours du week end. Les 12 autres passagers israéliens et 10 membres d'équipage ont été retenus en otages pour le reste du détournement. Les pirates de l'air ont été identifiés comme membres du Front populaire pour la libération de la Palestine, basé en Jordanie. Ils étaient équipés de passeports iraniens et indiens. Les pirates de l'air ont été soigneusement choisis par le front populaire pour la libération de la Palestine en raison de leurs occupations (pilote, colonel de l'armée palestinienne et professeur de karaté). 
Les gouvernements israélien et algérien ont négocié le retour des otages et de l'avion par la voie diplomatique. Cinq semaines plus tard, tout le monde a été libéré en échange de 16 prisonniers arabes condamnés. Selon la BBC, d'une durée de 40 jours, il s'agissait du détournement le plus long d'un vol commercial. 